# 이소 (전한)
이소(耏昭, ? ~ 기원전 143년)는 전한 초기 ~ 중기의 제후로, 개국공신 이척의 아들이다.

## 행적
고제 9년(기원전 198년) 이척의 뒤를 이어 망후(芒侯)에 봉해졌으나, 4년 후 죄를 지어 작위가 박탈되었다.
경제 3년(기원전 154년), 오왕 유비·초왕 유무를 비롯한 전한의 일곱 제후왕들이 연합하여 반란을 일으켰다(오초칠국의 난). 이소는 태위 주아부의 밑에서 진압에 종군하여 공을 세웠고, 장후(張侯)에 봉해졌다.
경제 후원년(기원전 143년)에 죽었고, 아들 이신이 작위를 이었다.

## 출전
- 사마천, 《사기》 권18 고조공신후자연표
- 반고, 《한서》 권16 고혜고후문공신표

| 선대 아버지 이척 | 전한의 망후 기원전 198년 ~ 기원전 194년 | 후대 (봉국 폐지) |

| 선대 (첫 봉건) | 전한의 장후 기원전 154년 ~ 기원전 143년 | 후대 아들 이신 |